# موسيس تشافولا
موسيس تشافولا (بالإنجليزية: Moses Chavula)‏ (مواليد 8 أغسطس 1985) لاعب كرة قدم ملاوي دولي يجيد اللعب في خط الدفاع. لعب لصالح نادي ناثي لايونز الجنوب الأفريقي بين سنوات 2008-2011.

## روابط خارجية
- موسيس تشافولا على موقع قاعدة بيانات كرة القدم.إي يو (الإنجليزية)
- موسيس تشافولا على موقع ناشيونال فوتبول تيمز (الإنجليزية)
- موسيس تشافولا على موقع Soccerway.com (الإنجليزية)
- موسيس تشافولا على موقع عالم كرة القدم.نت (الإنجليزية)
- موسيس تشافولا على موقع كووورة